# English Dialect Dictionary Online
English Dialect Dictionary Online (EDD Online) ist eine elektronische Version des English Dialect Dictionary (EDD). Sie wurde von Manfred Markus an der Universität Innsbruck initiiert und von ihm und seinem Team in der Zeit von 2006 bis 2022 erstellt. Die Buchversion des EDD wurde von dem Yorkshire-Dialektologen Joseph Wright 1898 bis 1905 veröffentlicht. Das sechsbändige Wörterbuch erfasst den Wortschatz der englischen Dialekte im 18. und 19. Jahrhundert, unter Einbezug der USA und anderer englischsprachiger Länder weltweit. Das EDD ist das umfassendste englische Dialektwörterbuch, das jemals veröffentlicht wurde. Die Innsbrucker Online-Version ermöglicht selektive Abfragen zu Parametern wie Komposita, Phrasen und Schreibvarianten sowie die Anwendung einer Reihe von Filtern und Subfiltern (Labels, Dialektgebiete, Quellen, etymologische Vorstufen und sogar Namen von Flora und Fauna). Gemäß den Grundsätzen des Fonds zur Förderung der wissenschaftlichen Forschung (FWF), dem Hauptförderer von EDD Online, ist der Zugang zum Innsbrucker Server kostenlos.

## WrightsEDDals Basis
Wrights EDD in Buchform basiert seinerseits auf Dutzenden von Dialekt-Glossaren, die hauptsächlich von der English Dialect Society (EDS) in der zweiten Hälfte des 19. Jahrhunderts veröffentlicht wurden. Das EDD war insofern ein typisches Ergebnis des positivistischen Optimismus und Fleißes der Sprachwissenschaftler des neunzehnten Jahrhunderts. Seine 4.670 Seiten dokumentieren die Verwendung englischer Dialekte von 1700 bis 1903 in Großbritannien und den meisten englischsprachigen Ländern weltweit zu einer Zeit, als englische "Dialekte" noch hauptsächlich durch den Lebensraum der Sprecher und nicht, wie weitgehend heute, durch ihren sozialen Hintergrund definiert werden konnten.
Trotz seiner Stärken fiel das EDD bei seiner Veröffentlichung nicht auf allzu fruchtbaren Boden. Der Erste Weltkrieg (und auch der Zweite) schnitten die engen Beziehungen zwischen englisch- und deutschsprachigen Dialektologen und Sprachwissenschaftlern ab. Der Trend zu Beginn des 20. Jahrhunderts ging dahin, strukturell zu argumentieren (vgl. die Veröffentlichung von de Saussures Cours de Linguistique Générale im Jahr 1916) und nicht in der detailorientierten Arbeitsweise der deutschen Neogrammatiker.
Später marginalisierte das Oxford English Dictionary traditionelle englische Dialekte, indem es sich auf die Entwicklung des englischen Southern Standard konzentrierte und auf das neue Interesse an den jüngsten Phasen englischer Varietäten weltweit reagierte.
Traditionelle englische Dialekte sind jedoch repräsentativ für die Sprache, wie sie von der breiten Bevölkerung gesprochen wird.
Als solche waren sie, zumindest bis ins 19. Jahrhundert, die Grundlage für die historische Entwicklung des Englischen. Angesichts dieser Relevanz regionaler Dialekte entdeckten Wissenschaftler das EDD in den frühen 2000er Jahren neu.

## Entstehung
Das EDD Online-Projekt wurde 2006 (zunächst unter dem Namen SPEED: Spoken English in Early Dialects) von Manfred Markus initiiert. Es durchlief vier Phasen; EDD Online 4.0 entstand 2021 bis 2022. Die finanzielle Unterstützung kam hauptsächlich vom österreichischen Fonds zur Förderung der wissenschaftlichen Forschung (FWF), aber auch vom Tiroler Wissenschaftsfonds und der Universität Innsbruck. Die Anzahl der Projektmitarbeiter variierte zwischen vier und sechs. Zu Beginn wurde das Projekt stark vom Kompetenzzentrum für Elektronische Datenverarbeitung der Universität Innsbruck (DEA) sowie dem Center for Digital Humanities der Universität Trier unterstützt. Später fungierten Joachim Masser und Martin Köll als Hauptprogrammierer.
Der Text des EDD wurde zuerst gescannt, dann OCR-konvertiert. Die daraus resultierende Textversion wurde dann automatisch mit einer zweiten Version verglichen, die von einem chinesischen Unternehmen transkribiert wurde. Alle abweichenden Passagen wurden manuell bearbeitet. Der Text wurde danach in eine "vertikale" XML-Version übertragen, geparst (halbautomatisch) und an die Koordinaten von TEI angepasst. In langjähriger Arbeit wurde sodann die Benutzeroberfläche, die den Zugang zu den Einträgen und Inhalten des Wörterbuchs ermöglicht, erstellt. In der dritten Phase des Projekts wurden das Supplement und Wrights Corrigenda integriert.
EDD Online wurde von einigen Linguisten als wertvoller Beitrag zur Dialektologie gelobt. Allerdings waren und sind nicht nur Wissenschaftler die Zielgruppe des Innsbrucker Projekts, sondern auch dialektinteressierte Laien.

## Struktur
Der wesentliche Vorteil von EDD Online im Vergleich zur Buchform ist die Möglichkeit, Informationen herauszufiltern, die sich in den umfangreichen Einträgen verbergen. So können Benutzer neben der Suche nach den Lemmata (d. h. Haupteinträgen) des Wörterbuchs auch Rechtschreibvarianten, Definitionen, Zitate, Wortverbindungen (wie Komposita) und Phrasen oder einzelne Strings innerhalb dieser Kategorien aufspüren. Sie können ferner diese Parameter mit Filtern kombinieren, die von Dialektbereichen und Verwendungsbezeichnungen über phonetische und morphologische Aspekte bis hin zu Quellen, Etymologie und Zeitspannen reichen. Die Filter können auch miteinander kombiniert werden. Das Trunkieren und die Verwendung einer wildcard (*) kommen ins Spiel, wenn nicht ein bestimmtes Wort oder ein bestimmter string von Interesse ist, sondern Wörter oder strings mit bestimmten Filtern korreliert werden. Zum Beispiel können alle Lemmata (oder Wortverbindungen oder Phrasen), die der Isle of Wight oder einer anderen englischen, irischen, schottischen oder walisischen Grafschaft zuzuordnen sind, abgerufen werden. Nutzer können so ganz einfach eigene länderspezifische oder andere regionale Glossare erstellen.
Die Benutzeroberfläche bietet eine Reihe zusätzlicher Werkzeuge, wie z. B. eine Konkordanz von Zitaten; eine Quantifizierung der Ergebnisse mit automatischer Übertragung der Ergebniszahlen in Choropleth-Karten; und "Last-Result"-Suchen (d. h. die Ergebnisse einer ersten Abfrage sind für eine zweite verwendbar). Es gibt auch die Option, ein Bild der jeweiligen Passage in der ursprünglichen Papierversion des Wörterbuchs abzurufen.

## Bedeutung für die Dialektologie
Der Einfluss der Innsbrucker Plattform auf die Dialektologie, zumindest was die englische Sprache betrifft, ist beträchtlich. Mit diesem elektronischen Werkzeug können neue Analysemethoden, insbesondere die „dialektometrische“ Quantifizierung, angewendet werden. Die Dialektometrie, ein Begriff, der von J. Séguy und Hans Goebl im letzten Jahrhundert geprägt wurde, basiert auf der Zählung einer großen Anzahl dialektaler Merkmale und der Übertragung der Frequenzzahlen auf sog. Choropleth-Karten. Dieser methodische Ansatz beinhaltet, dass man den Fokus auf selektive Beobachtungen aufgibt, denn diese können für ein Dialektgebiet typisch sein oder auch nicht.
Die Dialektologie als akademische Disziplin ist uns vor allem aus dem 19. Jahrhundert mit ihrer traditionellen positivistischen oder neogrammatischen Methode überliefert. Grundlage wissenschaftlicher Evidenz war die eigene Erfahrung des Forschers oder seiner persönlichen Umgebung. Mit der Erstellung von Dialektatlanten, wie dem von Kurath in den USA, stand eine breite Faktengrundlage zur Verfügung. Dann stellte sich jedoch die Frage, wie die Daten zu interpretieren sind und wie Korpora genutzt werden können. Eines der jüngsten wissenschaftlichen Probleme waren die Grenzen von Rohdaten und die Präferenz für appraised data. In der Appraisal Analysis stehen Einstellungs- und Bewertungsmerkmale im Mittelpunkt des Interesses. EDD Online ermöglicht eine solche Analyse, die Verbindungen zwischen den Strings eines Wörterbuchs voraussetzt (z.B. zwischen einem Lemma und einem damit gebildeten Kompositum). EDD Online ist insgesamt ein "geordnetes" Korpus.
Angesichts dieser theoretischen Implikationen repräsentiert und fördert EDD Online ein neues Konzept der Dialektologie, das auch in anderen neueren dialektologischen Projekten eine Rolle gespielt hat, z. B. in der Arbeit von Stefan Dollinger über kanadisches Englisch und in der dialekttheoretischen Forschung. Die Einsicht, dass jeder Dialekt – genau wie der Standard einer Sprache – eher ein Sprachsystem als die Summe einzelner Beobachtungen ist, scheint immer mehr Unterstützung zu finden. EDD Online bietet sich an, weitere Belege für diese Erkenntnis zu liefern.
Der praktische Wert von EDD Online in seinen bisherigen drei Versionen wurde von einer Reihe von Wissenschaftlern weltweit anerkannt. Dies hat sich auch in einer Reihe von Veröffentlichungen niedergeschlagen, von denen einige im Folgenden aufgeführt sind.

## Weiterführende Literatur
- Charles Boberg: The North American Regional Vocabulary Survey: New Variables and Methods in the Study of North American English. In: American Speech. 80. Jahrgang, 2005, S. 22–60.
- Emil Chamson: Etymology in the “English Dialect Dictionary”. In: Manfred Markus, Yoko Iyeiri, Reinhard Heuberger & Emil Chamson (Hrsg.): Middle and Modern English Corpus Linguistics: A Multi-dimensional Approach. John Benjamins Publishing Company, Amsterdam 2012, S. 225–240.
- David Crystal: The Disappearing Dictionary: A Treasure of Lost English Dialect Words. MacMillan, London 2015.
- Stefan Dollinger: Debunking “pluri-areality”: On the pluricentric perspective of national varieties. In: Journal of Linguistic Geography. 7. Jahrgang, 2019, S. 98–112.
- Alexander J. Ellis: On Early English Pronunciation, with Especial Reference to Shakespere (sic!) and Chaucer. Oxford University Press, Oxford 1889.
- Helmut Gneuss: English Language Scholarship: A Survey and Bibliography from the Beginnings to the End of the Nineteenth Century. Binghamton, New York 1996.
- Hans Goebl: A Bunch of Dialectometric Flowers: A Brief Introduction to Dialectometry. In: Ute Smit, Stefan Dollinger, Julia Hüttner, Gunter Kaltenböck & Ursula Lutzky (Hrsg.): Tracing English through Time: Explorations in Language Variation. In Honour of Herbert Schendl on the Occasion of his 65th Birthday. Braumüller, Wien 2007, S. 133–183.
- Reinhard Heuberger: Retrieving Pragmatic Information in Wright’s EDD Online: Methods, Benefits and Problems. In: Manfred Markus, Clive Upton & Reinhard Heuberger (Hrsg.): Joseph Wright’s English Dialect Dictionary and Beyond: Studies in Late Modern English Dialectology. Peter Lang, Frankfurt/M. 2010, S. 153–167.
- Simone Holzmann: Lexis in the South-West of England based on Joseph Wright’s English Dialect Dictionary (EDD Online). University of Innsbruck 2010.
- Andrea Krapf: Wells and Swelchies, Gulphs and Whirlpools ... Zur Benennung von Wasserwirbeln in Wright’s English Dialect Dictionary. In: Peter Anreiter & Helmut Weinberger (Hrsg.): Tagungsakten des internationalen namenkundlichen Symposiums in Kals am Großglockner (12.-15. Juni 2014). Praesens, Wien 2015.
- Andrea Krapf: Hummeln und alter Adel - Einige Tiroler Ausdrücke und ihre Verwandten in englischen Dialekten. In: Harald Bichlmeier & (Hrsg.): Akten des XXX Namenkundlichen Symposiums in Kals am Großglockner (11.-14. Juni 2015). Baar-Verlag, Hamburg 2017, S. 303–319.
- Andrea Krapf: Wenn man vom Teufel spricht…Benennungen des Teufels in englischen Dialekten. In: Harald Bichlmeier & Heinz-Dieter Pohl (Hrsg.): Akten des XXXI Namenkundlichen Symposiums in Kals am Großglockner (09.-12. Juni 2016). Baar-Verlag, Hamburg 2017, S. 101–122.
- Andrea Krapf: Fellon-grass und Saving-tree – Sprechende Namen von Heilpflanzen in englischen Dialekten. In: Harald Bichlmeier & Heinz-Dieter Pohl (Hrsg.): Akten des XXXII Namenkundlichen Symposiums in Kals am Großglockner (11.-14. Juni 2017). Baar-Verlag, Hamburg 2018, S. 163–178.
- Hans Kurath: Linguistic Atlas of New England. repr. 1972 Auflage. Brown University, Providence 1939.
- Manfred Markus: EDD Online 3.0. In: eddonline-proj.uibk.ac.at. 2019, abgerufen am 20. Juli 2020.
- Manfred Markus: Diminutives in English Standard and Dialects: A Survey Based on Wright’s English Dialect Dictionary. In: Markus, Manfred, Clive Upton and Reinhard Heuberger (Hrsg.): Joseph Wright’s English Dialect Dictionary and Beyond: Studies in Late Modern English Dialectology. Peter Lang, Frankfurt am Main etc. 2010, S. 111–129.
- Manfred Markus, Yoko Iyeiri, Reinhard Heuberger, Emil Chamson: Middle and Modern English Corpus Linguistics: A Multi-dimensional Approach. John Benjamins Publishing Company, Amsterdam 2012.
- Manfred Markus: Spoken Features of Interjections in English Dialect (based on Joseph Wright's English Dialect Dictionary). In: Taavitsainen, Irma, Merja Kytö, Claudia Claridge & Jeremy Smith (Hrsg.): Developments in English: Expanding Electronic Evidence. Cambridge UP, Cambridge 2015, S. 116–134.
- Manfred Markus: Review of Monika Wegmann. 2016. Language in Space: The Cartographic Representation of Dialects. Travaux de Linguistique et de Philologie. Strasbourg: Éditions de Linguistique et de Philologie. In: Anglia. 136. Jahrgang, Nr. 3, 2017, S. 530–537.
- Manfred Markus: The Use of EDD Online 3.0 – A Short Guide. In: eddonline-proj.uibk.ac.at. 2019, abgerufen am 20. September 2020.
- Manfred Markus: English Dialect Dictionary Online: A New Departure in English Dialectology. Cambridge University Press, Cambridge 2021.
- Manfred Markus: Aphesis and aphaeresis in Late Modern English dialects (based on EDD Online). In: English Studies. 102. Jahrgang, Nr. 1, 2021, S. 124–141.
- Manfred Markus: “Dirt” in Dialect: Linguistic Ubiquity of Pollution in EDD Online. In: English Today. 2021, doi:10.1017/S0266078421000183.
- Manfred Markus: OED and EDD: Comparison of the Printed and Online Versions. In: Lexicographica: International Annual for Lexicography. 37. Jahrgang, 2021, S. 261–280.
- Manfred Markus: A critical assessment of English dialect feature catalogues: Towards a dialectometrical evaluation of the English Dialect Dictionary Online. In: Lingua (in press). 2022.
- Manfred Markus: Ist Dialekt die Seele der Sprache? In: Universitas. 2021, S. 76–98.
- Manfred Markus: Phonetic spellings in the Late Modern English Dialect of the Isle of Wight. In: Journal of Linguistic Geography (forthc.). 2022.
- J.R. Martin: The Language of Evaluation: Appraisal in English. Palgrave, London 2005.
- Thorsten Müller & Vera Stadelmann: From Cock-throwing to Croquet: Games and Sports in Joseph Wright’s English Dialect Dictionary. In: Markus, Manfred, Clive Upton & Reinhard Heuberger (Hrsg.): Joseph Wright’s English Dialect Dictionary and Beyond: Studies in Late Modern English Dialectology. Peter Lang, Bern etc. 2010, S. 167–186.
- M. O’Donnell: Appraisal Analysis and the Computer. In: Revista Canaria de Estudios Ingleses. 65. Jahrgang, 2012, S. 115–130.
- Christoph Praxmarer: Joseph Wright's EDD and the Geographical Distribution of Dialects: A Visual Approach. In: Markus, Manfred, Clive Upton & Reinhard Heuberger (Hrsg.): Joseph Wright’s English Dialect Dictionary and Beyond: Studies in Late Modern English Dialectology. Peter Lang, Frankfurt/M. etc. 2010, S. 61–73.
- Javier Ruano-García: Northern Ascriptions in MS Lansdowne 1033: George Hickes's "Dictionariolum Islandicum" in Focus. In: Historiographia Linguistica. 42. Jahrgang, Nr. 1, 2015, S. 21–38.
- Javier Ruano-García: Digging into "English Dialect Dictionary": The Contribution of MS Lansd. 1033. In: International Journal of Lexicography. 26. Jahrgang, Nr. 2, 2013, S. 176–189.
- Javier Ruano-García: Towards an understanding of Joseph Wright's Sources: White Kennett's "Parochial Antiquities" (1695) and the "English Dialect Dictionary". In: Markus, Manfred, Yoko Iyeiri, Reinhard Heuberger & Emil Chamson (Hrsg.): Middle and Modern English Corpus Linguistics: A Multi-dimensional Approach. John Benjamins Publishing Company, Amsterdam 2012, S. 241–256.
- Javier Ruano-García: Early Modern Northern English Lexis: A Literary Corpus-based Study. Lang, Bern et al. 2010.
- Clive Upton: An Atlas of English Dialects. 2nd Auflage. Routledge, London etc. 2006.
- Clive Upton: The Importance of Being Janus. Midland Speakers and the “North-South Divide”. In: Markus, Manfred, Yoko Iyeiri, Reinhard Heuberger & Emil Chamson (Hrsg.): Middle and Modern English Corpus Linguistics: A Multi-dimensional Approach. John Benjamins Publishing Company, Amsterdam 2012, S. 257–268.
- Joseph Wright: English Dialect Dictionary. 6 vols. Henry Frowde, London 1905 (1898–1905).
- Elizabeth Mary Wright: The Life of Joseph Wright, 2 vols. Oxford University Press, London 1932.